# Dairy Queen
DQ Corp., mais comumente conhecida como Dairy Queen e, por vezes referida como DQ, é uma cadeia de  sorvete soft serve e restaurantes fast-food americana de propriedade da Dairy Queen International, Inc., uma subsidiária da Berkshire Hathaway. A International Dairy Queen, Inc. também é proprietária da Orange Julius e, anteriormente, da Karmelkorn e da Golden Skillet Fried Chicken.
O primeiro restaurante DQ estava localizado em Joliet, Illinois. Era operado por Sherb Noble e inaugurado em 22 de junho de 1940. Servia uma variedade de produtos congelados, como sorvetes cremosos.
Os escritórios corporativos da empresa estão localizados em Bloomington, Minnesota.

## História
A fórmula de sorvete "soft serve" foi desenvolvida pela primeira vez em 1938 por John Fremont "JF" "Grandpa" McCullough e seu filho Alex. Eles convenceram o amigo e cliente fiel Sherb Noble a oferecer o produto em sua sorveteria em Kankakee, Illinois. No primeiro dia de vendas, Noble serviu mais de 1.600 porções da nova sobremesa em duas horas. Noble e os McCulloughs abriram a primeira loja Dairy Queen em 1940 em Joliet, Illinois. Embora este Dairy Queen não esteja em operação desde a década de 1950, o edifício ainda se encontra na 501 N Chicago Street como um marco designado pela cidade.
Desde 1940, a rede tem usado um sistema de franquia para expandir suas operações globalmente de dez lojas em 1941 para cem em 1947, 1.446 em 1950 e 2.600 em 1955. A primeira loja no Canadá foi inaugurada em Melville, Saskatchewan, Canadá, em 1953. Nos Estados Unidos, o estado com mais restaurantes Dairy Queen é o Texas. Usando o censo de 2010, o estado com mais restaurantes Dairy Queen por pessoa é Minnesota.
Na década de 1990, os investidores compraram lojas Dairy Queen de propriedade individual, com a intenção de aumentar a lucratividade por meio de economias de escala. Vasari, LLC tornou-se a segunda maior operadora de Dairy Queen no país e operava 70 Dairy Queens no Texas, Oklahoma e Novo México. Quando as lojas não eram lucrativas, essas firmas de investimento fechavam lojas que não atendiam às suas metas de lucratividade. Em 30 de outubro de 2017, a Vasari LLC pediu concordata e anunciou que estava fechando 29 lojas, incluindo 10 no Texas Panhandle.
A International Dairy Queen, Inc. (IDQ) é a empresa-mãe da Dairy Queen. Nos Estados Unidos, opera sob a American Dairy Queen Corp.
No final do ano fiscal de 2014, a Dairy Queen relatou mais de 6.400 lojas em mais de 25 países; cerca de 4.500 de suas lojas (aproximadamente 70%) estavam localizadas nos Estados Unidos.
O símbolo vermelho do Dairy Queen foi introduzido em 1958.[carece de fontes?]
A empresa se tornou International Dairy Queen, Inc. (IDQ) em 1962.
Em 1987, a IDQ comprou a rede Orange Julius. A IDQ foi adquirida pela Berkshire Hathaway em 1998.
Dairy Queens eraM um elemento constante da vida social em pequenas cidades do meio-oeste e do sul dos Estados Unidos durante as décadas de 1950 e 1960. Nesse papel, eles costumam ser referenciados como um símbolo da vida em uma pequena cidade da América, como em Walter Benjamin no Dairy Queen: Reflexões em Sixty and Beyond de Larry McMurtry, Dairy Queen Days de Robert Inman e Chevrolet Summers, Dairy Queen Nights de Bob Greene.

## Lojas
As lojas da empresa são operadas por várias marcas, todas com o distintivo logotipo Dairy Queen e com o sorvete soft-service da empresa (junto com os restaurantes da marca registrada eram locais "Brazier" com um segundo andar para armazenamento, reconhecível por seus tetos de mansarda vermelhos.
No final de 2014, a Dairy Queen tinha mais de 6.400 lojas em 27 países, incluindo mais de 1.400 locais fora dos Estados Unidos e Canadá.
A maior Dairy Queen dos Estados Unidos está localizada em Bloomington, Illinois. A maior loja do mundo foi construída em Riade, na Arábia Saudita. A loja mais movimentada do mundo está localizada em Charlottetown, na Ilha do Príncipe Eduardo.

### Lojas padrão
Enquanto algumas lojas servem um menu muito resumido, principalmente com sobremesas congeladas DQ e podem abrir apenas durante a primavera e o verão, a maioria dos restaurantes DQ também serve comida quente e está aberta durante todo o ano.
Os locais chamados de "Limited Brazier" podem oferecer adicionalmente cachorros-quentes, sanduíches de churrasco bovino (ou porco) e, em alguns casos, batatas fritas e frango, mas não hambúrgueres. Os restaurantes Dairy Queen Full Brazier servem um menu normal de fast-food com hambúrgueres, batatas fritas e frango grelhado e crocante, além de guloseimas congeladas e cachorros-quentes.
Em alguns locais construídos na década de 1990, o slogan "Hot Eats, Cool Treats" (refeições quentes, guloseimas geladas) pode ser visto impresso nas janelas ou perto do telhado do edifício. Um exemplo disso foi um ex-Dairy Queen Brazier em Woodinville, Washington, onde o slogan foi impresso perto do topo das janelas. Este local foi convertido em uma loja Grill & Chill no final de 2016–2017.

### Histórico de franquia
O capital líquido necessário para investir em uma franquia da Dairy Queen é de $ 400.000 e o patrimônio líquido mínimo é de $ 750.000. A taxa de franquia inicial é de $ 45.000, enquanto o valor total do investimento necessário varia de $ 1,1 milhão a $ 1,8 milhão. Existem 5.700 unidades Dairy Queen em operação. Além dos custos iniciais de investimento, a taxa de royalties para os franqueados do Dairy Queen é de 4%, e a taxa de royalties do anúncio é de 5 a 6%. O contrato de franquia tem prazo de 20 anos, sendo o contrato renovável.
A Dairy Queen não oferece opções de financiamento interno, ela apenas oferece financiamento de terceiros. Este financiamento de terceiros cobre a taxa de franquia, custos iniciais, equipamentos, estoque, contas a receber e folha de pagamento.

### DQ / Orange Julius
Também conhecido como conceito "Treat Center", uma versão aprimorada das lojas originais também serve bebidas e comidas do cardápio Orange Julius. Esse foi o conceito preferido da empresa para novos locais de pequena escala, principalmente em praças de alimentação de shopping centers. Alguns dos primeiros Centros de Tratamento também incluíam Karmelkorn.

### Dairy Queen Brazier

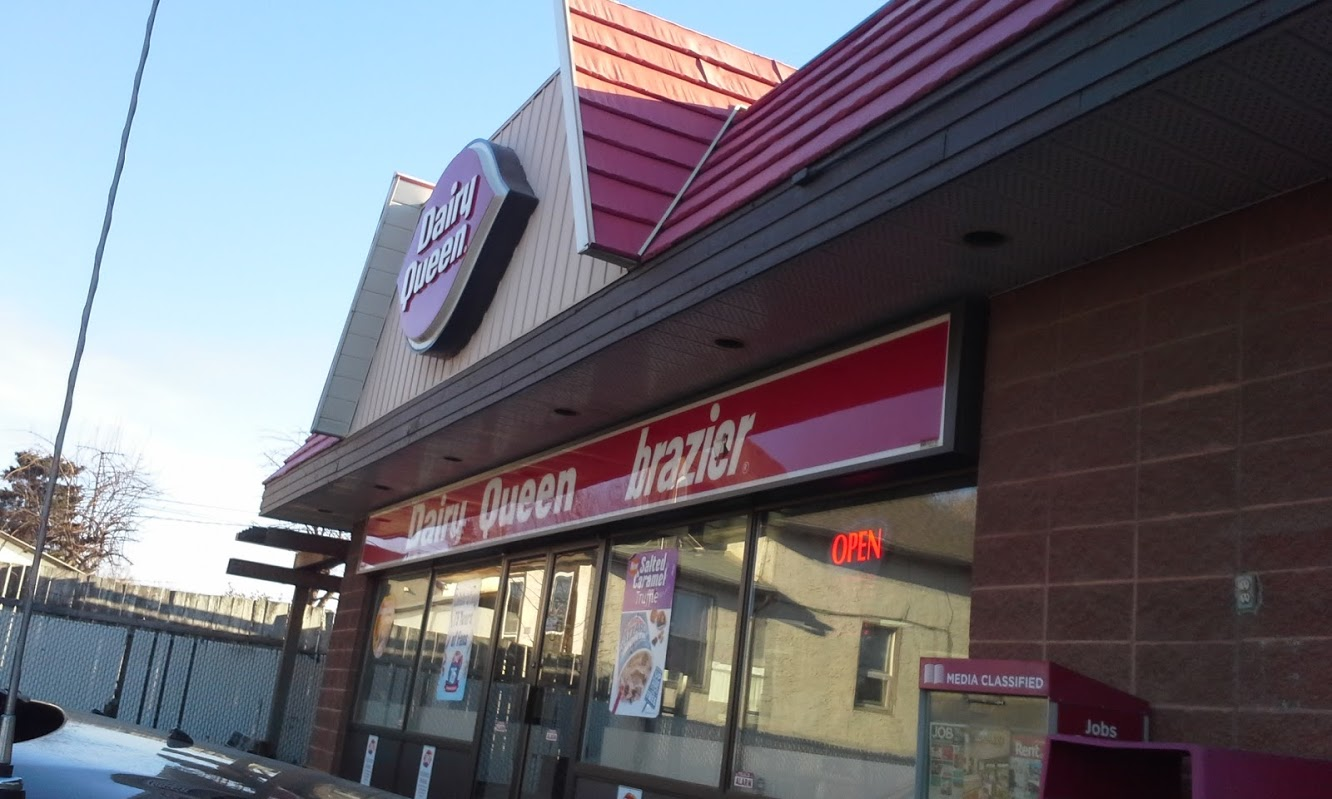
A Dairy Queen Braseiro em Edmonton, Alberta. Este DQ foi transformado em um Grill & Chill.

O nome "Brazier" surgiu em 1957, quando um dos franqueados da empresa, Jim Cruikshank, decidiu desenvolver o sistema alimentar padronizado. Quando ele testemunhou as chamas subindo de uma grelha aberta a carvão (um braseiro) em um restaurante de Nova York, ele soube que havia encontrado o conceito Brazier.
O nome "Brazier" foi lentamente eliminado da sinalização e publicidade desde 1993, embora não tenha sido removido de toda a sinalização existente, especialmente em muitas cidades menores e locais rurais. Desde o início dos anos 2000, locais novos ou renovados que são semelhantes aos restaurantes Brazier em termos de tamanho e seleção de menu, mas foram atualizados com o logotipo atual e / ou exterior, geralmente levam o nome de "Restaurante DQ", embora o localizador de lojas do site ainda lista as lojas que não levam o nome "Grill & Chill" como "Dairy Queen Brazier" e as lojas menores "Dairy Queen Ltd Brazier" e "Dairy Queen Stores".
No entanto, o site da empresa ainda considera suas linhas de hambúrgueres e cachorros-quentes como "Brazier Foods", de acordo com a seção de história e alguns tópicos de FAQ listados no site.

### DQ Grill & Chill

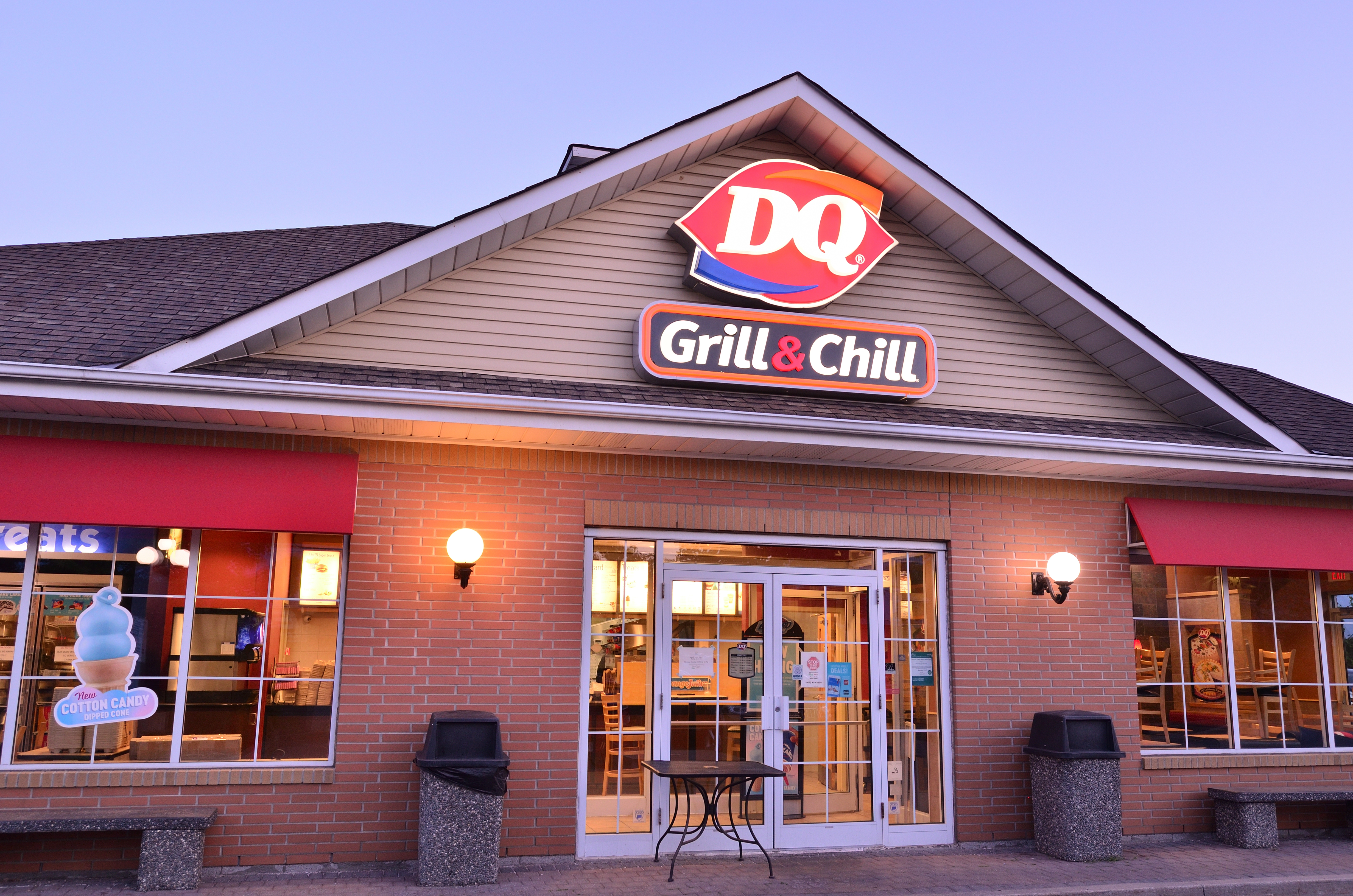
Um DQ Grill & Chill no Canadá

Os locais do DQ Grill & Chill oferecem comida quente, guloseimas, entrega na mesa e refrigerantes self-service. É o novo conceito para restaurantes de serviço completo novos e renovados. As lojas são maiores do que os locais de estilo antigo e apresentam um design de loja completamente novo. Na maioria dos casos, eles oferecem um menu expandido incluindo café da manhã, hambúrgueres grelhados e sanduíches grelhados, bem como serviço de mesa limitado (os clientes ainda fazem os pedidos no balcão). Eles também contêm fontes de refrigerantes self-service, permitindo recargas gratuitas. Algumas das lojas mais antigas foram atualizadas para o novo formato. No entanto, ainda existem lojas mais antigas que não foram atualizadas para o novo formato. Em dezembro de 2001, Chattanooga, Tennessee, foi o local dos primeiros dois restaurantes Dairy Queen Grill e Chill nos Estados Unidos. O maior DQ Grill & Chill do país está localizado em Bloomington, Illinois .

### Texas Country Foods

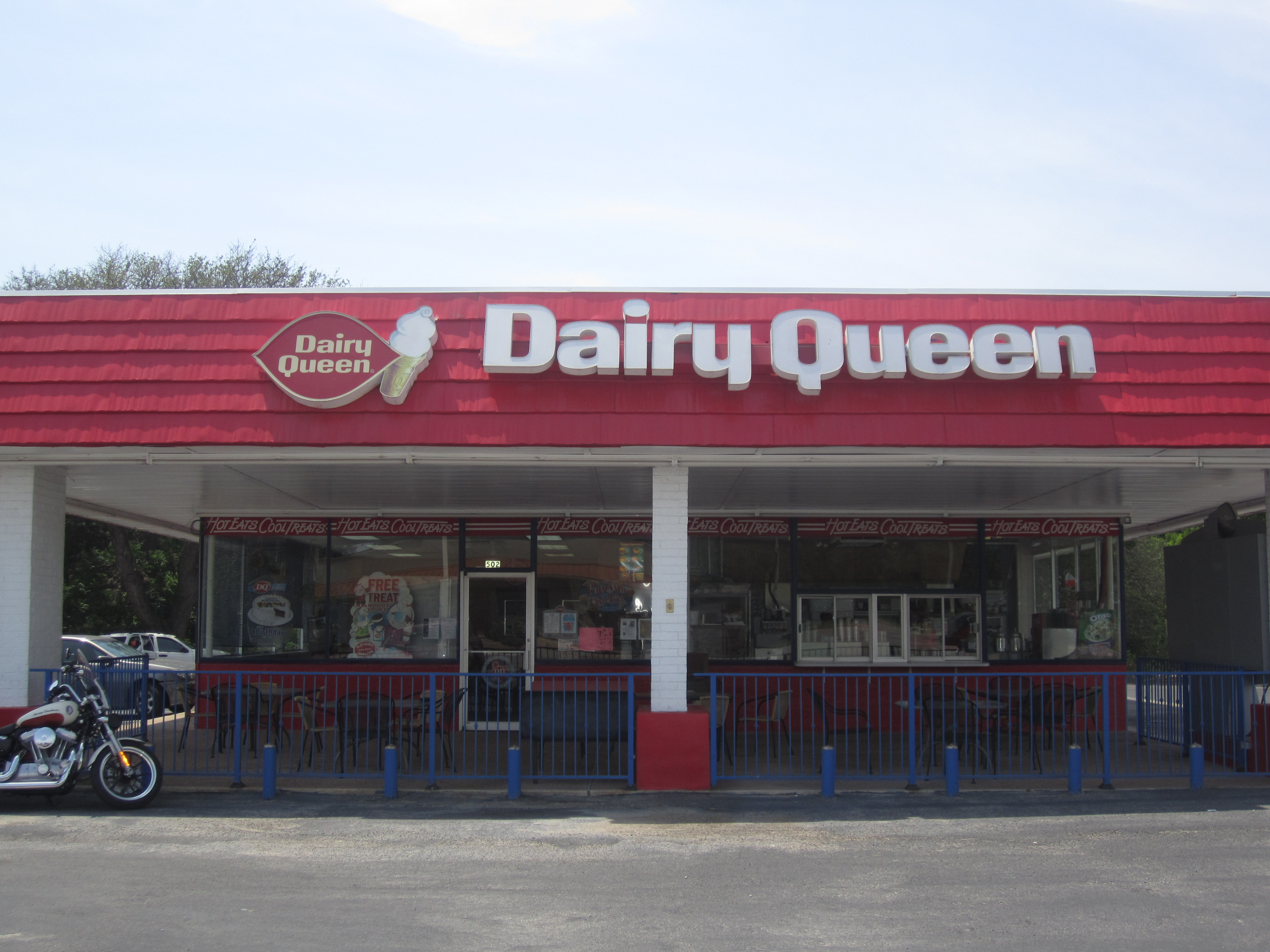
Um outlet Dairy Queen em Burnet, Texas Hill Country, usando o logotipo anterior da rede

A maioria dos locais no Texas, incluindo aqueles que se assemelham aos formatos Brazier ou DQ Grill & Chill, usam um menu separado de comida quente com a marca Texas Country Foods . Entre outras diferenças, hambúrgueres "Hungr-Buster" estão disponíveis no lugar das ofertas Brazier e GrillBurger. Outras ofertas de comida não encontradas fora do Texas incluem o sanduíche de filé frito com frango "Dude", cestas de dedo de carne, tacos T-Brand e um hambúrguer duplo de carne de meio quilo, o "BeltBuster".
O Texas abriga o maior número de Dairy Queens nos Estados Unidos. Todos os restaurantes Texas Dairy Queen pertencem e são operados por franqueados. O Conselho de Operadores do Texas Dairy Queen (TDQOC) administra um site de marketing separado do site nacional. Bob Phillips, apresentador da popular série de televisão Texas Country Reporter, foi por muitos anos o porta-voz da DQ no Texas, já que o restaurante era co-patrocinador do programa na época.

## Productos
Os produtos da empresa se expandiram para incluir maltes e milkshakes em 1950, banana splits em 1951, Dilly Bars em 1955 (introduzida na franquia por Robert Litherland, o co-proprietário de uma loja em Moorhead, Minnesota), Mr. Misty slush trata em 1961 (mais tarde renomeado como Misty Slush e, em seguida, novamente para Arctic Rush ; a partir de 2017, DQ novamente os chama de Misty Slush, como visto em milkqueen.com), Jets, Curly Tops, Freezes em 1964 e uma variedade de hambúrgueres e outros alimentos cozidos sob a bandeira Brazier em 1958. Em 1962, a Buster Bar, consistindo em um saque macio de baunilha em forma de uma pequena xícara com uma camada de amendoim e chocolate, foi inventada por David Skjerven em 1962 em Grafton, Dakota do Norte . Em 1971, o Peanut Buster Parfait, consistindo de amendoim, calda quente e baunilha soft serve, foi introduzido por Forrest 'Frosty' Chapman em sua franquia de St. Peter, Minnesota. Em 1990, o Breeze foi lançado, como um Blizzard, mas era feito com iogurte desnatado e sem colesterol. Isso foi retirado das lojas em 2000. Em 1995, foi lançada a cesta de tiras de frango, que consistia em tiras de frango, torradas Texas (somente nos EUA), batatas fritas e molho cremoso (molho no Canadá). Outros itens incluem sundaes e a bebida de café misturado, o MooLatte.
A maioria dos locais da Dairy Queen serve produtos Pepsi-Cola, mas, ao contrário da maioria dos outros restaurantes, esses contratos não são obrigatórios para o franqueado e, como resultado, alguns locais servem produtos da Coca-Cola. Wendy's (até 1998), Subway (até 2003), Arby's (até 2006; voltou à Coca em 2018), IHOP (até 2012) e Applebee's (até 2012) também permitiram tal leniência na escolha de bebidas antes de assinar acordos exclusivos de refrigerantes com Coca-Cola e Pepsi-Cola, fazendo da Dairy Queen a última grande rede de restaurantes sem um contrato exclusivo de refrigerantes até 2015, quando todas as lojas DQ mudaram para a Coca-Cola. 

### Blizzard

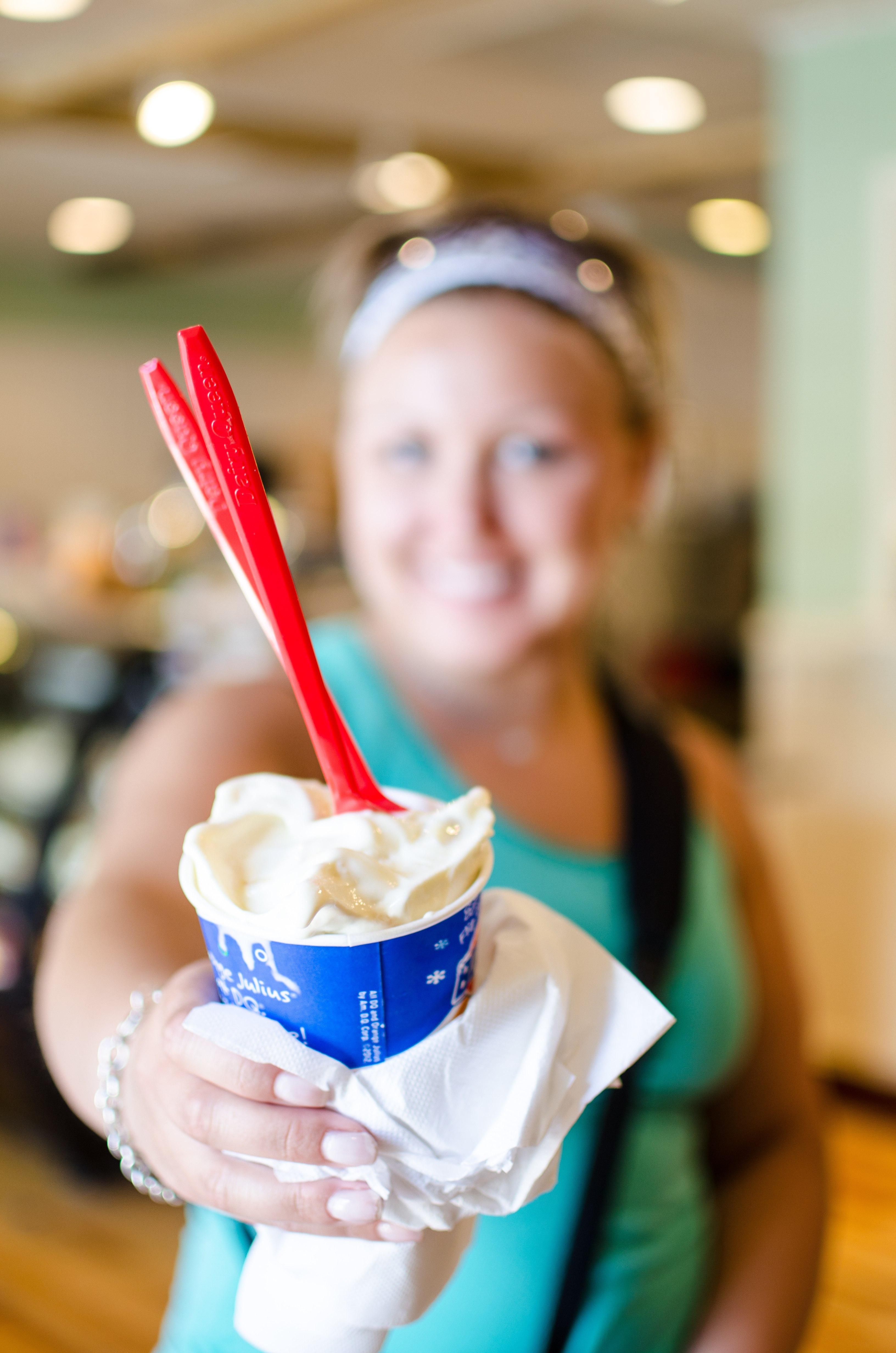
Uma mulher segurando uma Torta de Creme Dairy Queen Banana Blizzard

Um item de Dairy Queen popular é o Nevão, que é suave servem mecanicamente misturado com mistura-em ingredientes, tais como coberturas Sundae e / ou pedaços de biscoitos, bolos, doces ou. Tem sido um grampo no menu desde seu lançamento em 1985, um ano em que Dairy Queen vendeu mais de 100 milhões de Blizzards. Os sabores populares incluem biscoitos Oreo , hortelã Oreo, massa de biscoito de chocolate, M & M's, Reese's Peanut Butter Cups, Heath Bar ( Skor no Canadá) e Butterfinger (Crispy Crunch no Canadá). Sabores sazonais também estão disponíveis, como torta de abóbora de outubro e algodão doce de junho. Tem sido argumentado que o Dairy Queen se inspirou no concreto servido por Ted Drewes, com sede em St. Louis. Em 26 de julho de 2010, a Dairy Queen lançou um novo tamanho "mini" da Blizzard, servido em 6 onças. xícaras. Durante o 25º aniversário da Blizzard, dois sabores especiais foram lançados: Strawberry Golden Oreo Blizzard e Buster Bar Blizzard. Salted Caramel Truffle foi lançado em 2015 durante o 30º aniversário da Blizzard e 75º aniversário do Dairy Queen, mas desde então foi removido do menu.
As nevascas derivam seu nome de serem tão completamente frias que podem ser seguradas de cabeça para baixo sem qualquer derramamento. Os funcionários frequentemente demonstram isso aos clientes. Há uma política da empresa segundo a qual um Blizzard por pedido deve ser virado de cabeça para baixo pelo funcionário. Se isso não ocorrer, o cliente pode solicitar um cupom para uma Blizzard grátis para usar em sua próxima visita, embora isso fique a critério do proprietário da franquia.
Antes da reintrodução da Blizzard em 1985, a Dairy Queen servia milkshakes "grossos" convencionais chamados "Blizzards" na década de 1960. Esses eram os milkshakes originais da Blizzard, tão grossos e cremosos que o atendente demonstrava de forma surpreendente inclinando-os de cabeça para baixo. Eles foram vendidos pelo preço premium de 50 centavos em 1962. Estes foram servidos em sabores tradicionais como baunilha, chocolate e morango, com ou sem adição de malte a pedido. A Blizzard também foi inventada por Samuel Temperato.
Além disso, a Dairy Queen oferece um Bolo Blizzard em sabores como Oreo e Reese's. Muito parecido com o bolo de sorvete convencional do restaurante, esta variação é voltada para festas e aniversários.

### Iogurte congelado
Em 1990, a Dairy Queen começou a oferecer iogurte congelado como uma alternativa de baixa caloria ao seu sorvete soft serve. O produto foi denominado Breeze. De acordo com um representante da empresa, o soft serv regular de Dairy Queen tem 35 calorias por onça, enquanto o iogurte congelado tem 25 calorias por onça. No entanto, em 2001, a empresa eliminou a opção de iogurte congelado em todas as suas lojas, alegando falta de demanda.
Em 2011, a International Dairy Queen Inc. entrou com um pedido de liminar para impedir a Yogubliz Inc, uma pequena rede de iogurte congelado com sede na Califórnia, de vender "Blizzberry" e "Blizz Frozen Yogurt", alegando que os nomes poderiam confundir os consumidores devido a sua semelhança com a Blizzard de Dairy Queen. O juiz distrital dos EUA, R. Gary Klausner, negou o pedido de Dairy Queen.

## Anúncio
De 1979 a 1981, a rede de restaurantes usou o slogan "É um verdadeiro mimo!" . Por muitos anos, o slogan da franquia foi "Nós tratamos você bem". Do início a meados de 1990, os slogans "Hot Eats, Cool Treats" e "Think DQ" foram usados e precederam a linha mencionada no jingle do Dairy Queen. Mais tarde, foi alterado para "Meet Me at DQ" e "DQ: Something Different". Outro slogan, introduzido no início de 2011, foi "So Good It's RiDQulous", com o logotipo atual do Dairy Queen infundido na palavra "ridículo". Em meados da década de 2010, seu slogan era "Fan Food, Not Fast Food". A partir de 2019, a DQ passou a usar o slogan "Happy Tastes Good". O slogan Isto é Fan Food e não Fast Food ainda é usado em xícaras, embalagens e cestas de papel.
No Texas, no final dos anúncios, frequentemente há uma bandeira do Texas tremulando e o novo logotipo e slogan da DQ abaixo dizendo: "Coma como um texano". Slogans anteriores incluem "Isso é o que eu gosto no Texas", "Para comida quente e guloseimas legais, pense DQ", "Ninguém supera DQ Treats & Eats", "DQ é um país de valor" e "Este é um país DQ". Esses anúncios apresentavam Bob Phillips , apresentador do Texas Country Reporter, como porta-voz, uma vez que seu programa era patrocinado principalmente pela Dairy Queen.
Dennis the Menace apareceu no marketing da Dairy Queen de 1971 até dezembro de 2002, quando foi dispensado porque a Dairy Queen sentia que as crianças não podiam mais se relacionar com ele. De 2006 a julho de 2011, a publicidade se concentrou em uma grande boca com a língua lambendo seus grandes lábios, que se transformam no logotipo Dairy Queen. A boca caiu em 2011 depois que Gray New York produziu anúncios estranhos apresentando um homem elegante, interpretado por John Behlmann, ostentando um bigode, realizando façanhas loucas para Dairy Queen substituí-lo. Depois de anunciar as saborosas ofertas do menu, ele fazia algo ultrajante, como soprar bolhas com gatinhos nelas, esquiar aquático no boxe ou quebrar uma piñata, da qual cai a grande ginástica olímpica Mary Lou Retton . Mais tarde, a mesma empresa fez comerciais adicionais baseados em títulos de situações estranhas com o logotipo DQ colocado em algum lugar neles, como "Gary DQlones Himself", "Now That A Lunchtime DQuandary!" , "After The DQonquest" e "Well, This Is A Bit DQrazy!" . Todos foram narrados por um homem com sotaque inglês.
Em 2015, a Dairy Queen e a empresa ferroviária modelo de Milwaukee, Wm. K. Walthers lançou um modelo Walthers Cornerstone HO 1:87 em escala de um restaurante - um dos anos 1950 com o logotipo original e outro de 2007 com o logotipo atual. Os modelos são réplicas oficialmente licenciadas.

### Logos

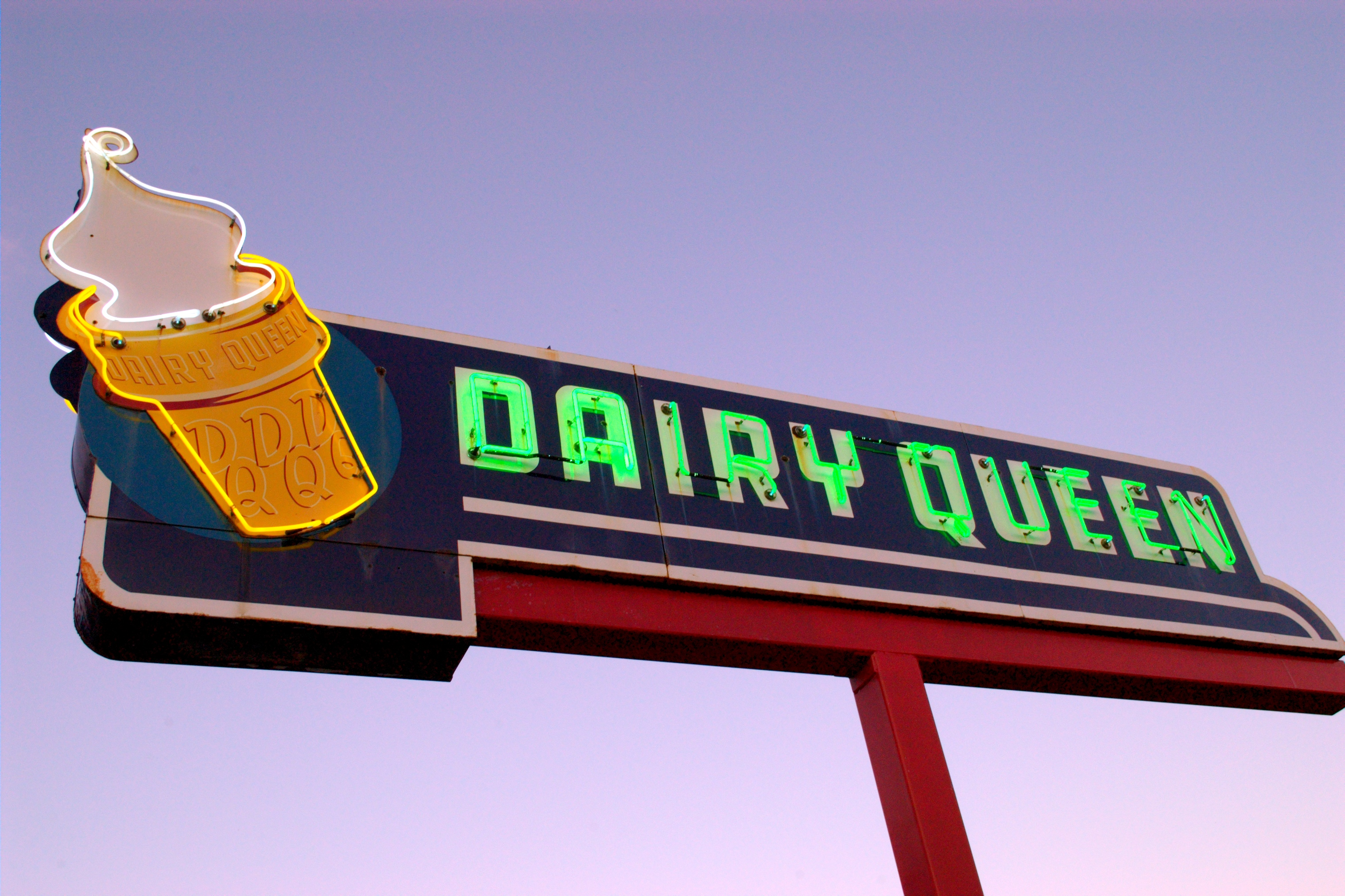
O letreiro de néon original em estilo retro com um cone em Ottawa, Ontário

O logotipo original do Dairy Queen era simplesmente um sinal de texto estilizado com um cone macio em uma das pontas. No final dos anos 1950, o amplamente conhecido desenho de elipse vermelha foi adotado. A forma inicial era assimétrica, com uma das pontas laterais tendo uma extensão maior do que a outra, especialmente quando combinada com o sinal do Braseiro - um ovoide amarelo de tamanho semelhante, dobrado diagonalmente abaixo de seu companheiro. Na década de 1970, os dois lados estavam mais próximos, tornando-se simétricos com a atualização de 2007 (veja as imagens online para comparação). Alguns dos novos sinais da década de 1950 continuaram exibindo um cone macio projetando-se do lado direito.
"Little Miss Dairy Queen" começou a aparecer na sinalização da Pensilvânia em 1961. Ela usava um boné holandês, que lembrava o logotipo da elipse, com um avental avental sobre o vestido e sapatos de madeira.
Um sinal trapézio amarelo Brazier, colocado abaixo do logotipo vermelho do Dairy Queen, foi desenvolvido no final dos anos 1960. Combinava com a linha do teto do novo design de loja da época.
A década de 1990 viu um novo estilo de design, mais quadrado com tiras vermelhas contendo o slogan "Hot Eats, Cool Treats" da época perto da linha do telhado (algumas lojas removeram isso); ocupando o centro da fachada, havia uma grande placa azul que era uma versão modernizada do design de cone macio do início dos anos 1950, com listras brancas e vermelhas saindo de baixo do nome Dairy Queen completo, embaixo do cone; o cone em si estava agora voltado para o prédio, para acomodar o logotipo da elipse física; a placa continuava descendo a parede, com um ângulo e uma faixa com o logotipo "Braseiro". Sinais cônicos adicionais foram usados para marcar a entrada e saída da loja para os motoristas. Este projeto foi amplamente usado em novas lojas, mas às vezes era usado para remodelar locais mais antigos.
Embora tenha sido usado alternadamente com o nome Dairy Queen por muitas décadas, "DQ" se tornou o nome oficial da empresa em 2001. A fonte permaneceu a mesma da sinalização original introduzida 60 anos antes. Ao longo desse período, a empresa colocou o símbolo da marca registrada à direita, na parte inferior da logomarca. Quando a empresa modernizou sua sinalização e logotipos no início de 2007, ela modificou a fonte e colocou as letras em itálico, além de adicionar linhas em arco, uma laranja para representar seus alimentos quentes acima e uma azul abaixo para representar seus produtos de sorvete. No novo design, o símbolo da marca registrada foi movido para ficar ao lado da letra "Q". A primeira revisão de seu logotipo em quase 70 anos, a empresa afirmou que o novo logotipo mostraria o crescimento da marca e refletiria a "diversão e prazer" associados a seus produtos. Os observadores da indústria de publicidade notaram que o novo logotipo era uma atualização desnecessária de uma marca conhecida e confiável da indústria e que seus novos recursos eram uma distração.

A sinalização original ainda está em uso em locais mais antigos ou em locais que usam um motivo de design "retro" no design da propriedade. Um exemplo foi a placa usada no Dairy Queen em Ottawa, Ontário, que foi destruída e substituída em 2013.

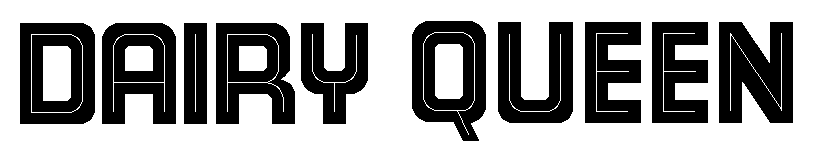
Logotipo do protótipo Dairy Queen de 1940 a 1960, ainda em uso em um pequeno número de locais
1960-2001, ainda em uso em alguns sinais, incluindo locais de braseiro1960-2001, ainda em uso em alguns sinais, incluindo locais de braseiro
2001–2007, logotipo secundário de 1960 a 2007 na embalagem, ainda em uso em alguns sinais2001–2007, logotipo secundário de 1960 a 2007 na embalagem, ainda em uso em alguns sinais
2007 – presente

## Operações globais
Países atualmente com operações Dairy Queen:
Países e regiões anteriormente com operações Dairy Queen: